# Чарруа

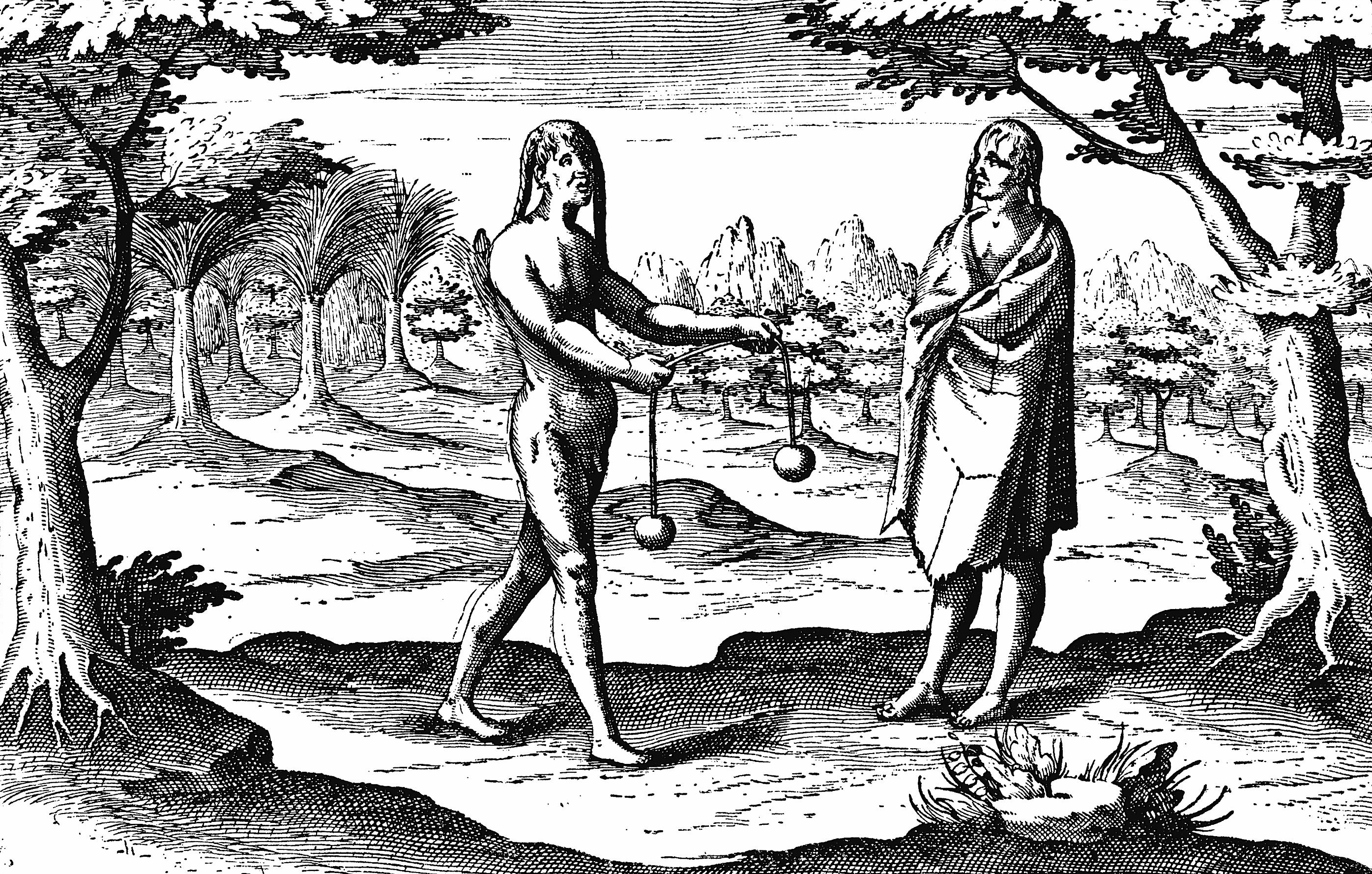
Коренные жители равнины Ла-Плата. Рис. Хендрика Оттсена, 1603 г.

Чарру́а (исп. Charrúa) — индейский народ, живший в восточной части низины Ла-Плата, в основном на территории современного Уругвая, а также на северо-востоке Аргентины и юге Бразилии.
Язык чарруа относился к тупи-гуарани (крупнейшая ветвь языковой семьи тупи).

## История
О жизни чарруа до контакта с европейскими колонистами известно очень мало. Первыми из европейцев в начале XVI века с племенем чарруа встретились либо португальцы, либо участники испанской экспедиции, которую возглавлял Хуан Диас де Солис. Чарруа оказали европейцам яростное сопротивление, но постепенно были вытеснены со своих земель, разгромлены и уничтожены.
Резкое сокращение численности чарруа произошло в 1831 году при первом президенте Уругвая Хосе Фруктуосо Ривера-и-Тоскана. Хотя Ривера изначально поддерживал хорошие отношения с индейцами чарруа, рост белого населения и стремление к экспансии привело к боевым действиям. В 1831 году Фруктуосо Ривера организовал кампанию по геноциду, известную как «La Campaña de Salsipuedes», которая состояла из трёх основных эпизодов. Первое уничтожение индейцев чарруа произошло 11 апреля 1831 года и было вызвано предательством. Фруктуосо Ривера знал лидеров племени и вызвал их в свои казармы у реки, позже названной Салсипуэдес. Он заявил, что ему нужна их помощь для защиты территории и что они должны объединиться. Однако уругвайские солдаты напали на индейцев. Следующие два нападения были предприняты, чтобы устранить тех индейцев, которые не присутствовали на встрече или смогли бежать.
Выжившие чарруа — большинство составили женщины и дети — стали рабами в домах монтевидейской олигархии. Четверо чарруа (жрец Сенакуа Сенаке, вождь Ваймака Пиру, Такуабе — молодой наездник, усмиряющий диких лошадей, а также его беременная невеста Гуюнуса) были в качестве рабов вывезены капитаном де Курелю (которому они были подарены) в 1833 году в Париж, где их выставляли на показ, как образцы экзотической породы, а позже их продали в цирк. Все они умерли в течение года. В живых осталась только новорожденная девочка. Это была последняя женщина из коренного племени чарруа.
Памятник индейцам чарруа под названием «Los últimos charrúas» («Последние чарруа») расположена в парке Прадо в Монтевидео.
Останки Ваймака Пиру — скелет №6565 — до сих пор хранятся в Париже в Музее человека.

## Современность
Хотя чарруа не сохранились как отдельный народ, их потомков немало среди современных метисов Уругвая и аргентинской провинции Энтре-Риос (по состоянию на 2001 год, в ней насчитывалось 676 потомков чарруа смешанного происхождения). Сборная Уругвая по футболу носит прозвище Los Charrúas.